# پینییوس (بولیوار)
پینییوس (بولیوار) (به اسپانیایی: Pinillos) یک سکونتگاه مسکونی در کلمبیا است که در بخش بولیوار، کلمبیا واقع شده‌است.